# Kazincbarcika
Kazincbarcika – miasto w północno-wschodnich Węgrzech, w komitacie Borsod-Abaúj-Zemplén, na północny zachód od Miszkolca. Liczy 24 905 mieszkańców (I 2021 r.).
W mieście rozwinął się przemysł chemiczny, spożywczy, maszynowy, odzieżowy oraz drzewny.

## Miasta partnerskie
- Burgkirchen an der Alz, Niemcy
- Dimitrowgrad, Bułgaria
- Knurów, Polska
- Revúca, Słowacja
- Sânnicolau Mare, Rumunia
- Świdnica, Polska
- Tiacziw, Ukraina